# アンネ＝ゾフィー・ムター
アンネ＝ゾフィ・ムター（Anne-Sophie Mutter、1963年6月29日 - ）は、ドイツのヴァイオリニスト。

## 人物・来歴
南バーデン地方（フライブルク行政管区）出身。バーゼル近郊のラインフェルデン出身とされていたこと、スイス楽壇（とりわけパウル・ザッハー）とのゆかりの深いことから、日本ではスイス人とする資料もあるが、生地はスイス側のラインフェルデンではなく、ドイツ側の同名の町である。
5歳の時、初めピアノの手ほどきを受けたが、間もなくヴァイオリンに変更する。エマ・ホニッヒベルガー及びアイダ・シュトッキに師事。早くから受賞歴を重ねたため、音楽に打ち込めるように学校教育を免除された。13歳でヘルベルト・フォン・カラヤンに招かれ、ベルリン・フィルハーモニー管弦楽団と共演、国際的に天才少女の名をほしいままにする最初のきっかけとなる。1977年には、ダニエル・バレンボイム指揮のイギリス室内管弦楽団と共演して、ザルツブルク音楽祭にもデビューした。
15歳でカラヤン指揮のベルリン・フィルと共演で、モーツァルトの協奏曲を録音。1980年にはズービン・メータ指揮のニューヨーク・フィルハーモニックと共演して、アメリカ・デビューを飾る。1988年に北米大陸縦断コンサートを行った際、カーネギー・ホールにデビューした。
レパートリーは広く、ヴィヴァルディから現代音楽までを扱うが、とりわけ得意は新ウィーン楽派やバルトーク、アンリ・デュティユーなどの近現代の音楽である。
元夫は、指揮者・ピアニスト等として広く知られるアンドレ・プレヴィン。プレヴィンとは、2002年に結婚し、2006年に離婚している。
日本が好きで日本の食や文化に詳しい。

## 使用楽器
ムターは2丁のストラディヴァリウスを所有している。1つは1703年製「エミリアーニ（Emiliani）」、もう1つは1710年製「ロード・ダン＝レイヴン（Lord Dunn-Raven）」。その他に、ドイツ・ブレーメンにあるFinnigan-Klaembt工房作（1999年）、イタリア・ボローニャの弦楽器製作者レガッツィ作（2005年）などを所持している。

## 指揮活動
ヴァイオリンを弾きながらの、いわゆる弾き振りにも精力的な姿勢を見せ、モーツァルトのヴァイオリン協奏曲などで演奏を聴かせている。数年間にわたる指揮者としての勉強がスコアの解釈を大きく変え、細部への興味が増したと述べている。

## モーツァルトへの傾倒
約20年間の現代音楽への取り組みによって、古典への解釈も変わったという。また、指揮活動を始めたためモーツァルトを研究しなおし、「カラヤンにすべてを任せてヴァイオリンに集中するのとはわけが違う。ホルンなどの移調楽器の細かい質問にも答えないといけない」「作品は人生と同じで、ただ劇的な曲、甘いだけの曲なんてない。モーツァルトの作品は雲間から差す太陽の光のように年齢を重ねるほどにその音楽の奥深さにひきつけられてゆく」とも述べている。また「モーツァルトの曲は俳句のよう。多くの意味が込められているが、文体は簡潔なように、モーツァルトにも行間を読む能力が求められる。モーツァルトの音楽は静寂に始まり、静寂に消えてゆく。美と静寂を合わせ持つ音楽がモーツァルトだ」と語っている。

## 主な受賞歴
これまでに、グラミー賞を4回受賞している。。2008年エルンスト・フォン・ジーメンス音楽賞、2019年高松宮殿下記念世界文化賞受賞。